# 산탄젤로리모사노
산탄젤로리모사노(이탈리아어: Sant'Angelo Limosano)는 이탈리아 몰리세주 캄포바소도의 코무네다. 캄포바소로부터 북서쪽 13km 거리에 있다.